# Octomeria tricolor
Octomeria tricolor é uma pequena espécie de orquídea (Orchidaceae) originária do sudeste do Brasil.